# 銀河少女警察系列
《银河少女警察》（日语：メルティランサー）是以下三部游戏的总称：
- 〜銀河少女警察2086〜
- 银河少女警察Re-inforce
- 银河少女警察The 3rd Planet

同时另有改编的动画。

## 〜銀河少女警察2086〜
PlayStation版1996年3月22日发售。世嘉土星版1996年12月13日发售。

## 银河少女警察Re-inforce
《メルティランサー Re-inforce》 這是一款結合養成模擬與冒險的遊戲。由開發商テンキー打造，發行商為イマジニア（imadio品牌）。PlayStation 版於1997年12月4日發行，共2張光碟；而 SEGA Saturn 版則於1998年5月21日發行，共3張光碟。在戰鬥系統上，PlayStation 版採用預先決定行動、敵我雙方同時行動的半即時制方式；相對地，Saturn 版的戰鬥則改為回合制的 SRPG 類型。此外，還新增了利用內建時鐘所觸發的事件，並對小遊戲等內容做了相應的修改。
西元2088年，畢業於GPO捜查官養成學校，並取得次席成績的蘭道夫‧夏因博格(ランドルフ・シャインボルグ)，為了進行現場實習，被派往地球上的EMP分署。在最初的一年中，他作為捜查官候補生，接受來自6位前輩Lancer的指導，並接受對其適性的審查。而在後半年的一年裡，他在履行正規捜查官工作之餘，還必須以上級職捜查官候補生的身份，取得更高的成果。若萬一無法完全滿足上級職位的所有條件，將被認定為「不適合擔任捜查官」，從而遭到免職（這將導致壞結局及遊戲結束）。
上級職分為三種：擅長指揮的「監察官（Inspector）」、擅長調查的「搜查官（Searcher）」以及擅長戰鬥的「指揮官（Commander）」。根據玩家選擇的晉升方向，後半段的劇情也會有所變化。此外，只有在「監察官篇」中，玩家才能在戰鬥時操作前輩Lancer們。
與前作相同，主角與六名Lancer之間的信賴度會影響最終結局，根據信賴度的不同，遊戲的結局也將發生變化。

## 银河少女警察The 3rd Planet
《银河少女警察The 3rd Planet》是一款結合經營模擬與冒險的遊戲，由Tenky開發、Konami發行，PlayStation版本於1999年6月17日發售，分為兩片光碟。本作的角色設計相較於前兩作有所變更。戰鬥系統大致沿襲了前作的設計，但HP等狀態值略微簡化。
故事設定於西元2091年。由於政變，卡拉巴公國的王黨派宇宙船團被迫逃離母星，突然來到地球軌道。地球政府接納了他們的政治庇護，但這也意味著選擇與卡拉巴革命軍為敵。革命軍為了向地球政府施壓，要求交出躲藏在月球上的王黨派，並在EMP展開恐攻。在此期間，原EMP分署長梅爾比娜調任至月球分署，新的公安輔佐官前來接任。玩家將扮演這位輔佐官，負責分配任務給各位Melty Lancer成員，處理各種事件。遊戲中若GPO的組織評價降至0，或玩家的真實身份曝光，則會觸發遊戲結束。

## OVA
《银河少女警察 The Animation》於1999年到2000年發售共6卷，每集30分钟。
主題曲
片頭曲「Flying High」
作詞、作曲：松浦有希，編曲：岩崎琢，歌：松浦有希
片尾曲「夢見たわたしのそばへ」
作詞：大森祥子，作曲：前田克樹，編曲：山本姫子，歌：aya
工作人員
- 原作：TENKY
- 導演：もりたけし
- 劇本：山口宏
- 音樂：天野正道
- 动画制作：GONZO